# Gland del clítoris
|  | Aquest article tracta sobre Clítoris. Vegeu-ne altres significats a «penis». |

El gland del clítoris, és la punta de tot el sistema clitorídia, que inclou glàndules, nervis, teixit erèctil, i vasos sanguinis i que, per això, és realment extens. Sota aquest hi ha un conducte que el connecta amb un teixit en forma d'ales constituït per teixit erèctil.
Durant la resposta a l'estímul sexual, els teixits erèctils s'omplen de sang. Tots aquests són sensibles a pensaments, pressió, temperatura i vibració. El gland del clítoris correspon, en el pla del desenvolupament humà, a un equivalent al gland del penis masculí. Funcional, histològica i morfològicament, hi ha una analogia entre els dos membres. La mida del clítoris pot variar dins d'un ampli marge depenent de l'excitació sexual, i pot arribar en casos extrems a mides propers als 7 cm de longitud.